# Iwasawa-Theorie
Die Iwasawa-Theorie ist innerhalb der Mathematik im Bereich der  Zahlentheorie eine Theorie zur Bestimmung der Idealklassengruppe von unendlichen Körpertürmen, deren Galoisgruppe isomorph zu den {\displaystyle p}-adischen Zahlen ist. Die Theorie wurde in den 1950ern von Kenkichi Iwasawa zur Untersuchung von Kreisteilungskörpern begründet. In den frühen 1970er Jahren betrachtete Barry Mazur Verallgemeinerungen der Iwasawa-Theorie auf abelsche Varietäten. Darüber hinaus schlug Ralph Greenberg eine Iwasawa-Theorie für Motive vor.

## Situation
Die Ausgangsbeobachtung von Iwasawa war, dass es in der Algebraischen Zahlentheorie
Körpertürme gibt, deren Galoisgruppe isomorph zur additiven Gruppe der {\displaystyle p}-adischen Zahlen ist. Diese Gruppe wird häufig multiplikativ geschrieben und mit {\displaystyle \Gamma } bezeichnet; sie ist der inverse Limes der (additiven) Gruppen
{\displaystyle \mathbb {Z} /p^{n}\mathbb {Z} },
wobei {\displaystyle p} eine fixierte Primzahl ist und {\displaystyle n} die natürlichen Zahlen durchläuft.

## Beispiel
Sei {\displaystyle \zeta =\zeta _{p}} eine primitive {\displaystyle p}-te Einheitswurzel und betrachte den Körperturm
{\displaystyle K=\mathbf {Q} (\zeta )\subset K_{1}\subset K_{2}\subset \cdots \subset \mathbf {C} ,}
wobei {\displaystyle K_{n}} den von einer primitiven {\displaystyle p^{n+1}}-ten Einheitswurzel erzeugten Körper bezeichnet
(beachte die Indizierung). Sei {\displaystyle K_{\infty }} die Vereinigung all dieser Körper. Dann ist die Galoisgruppe
{\displaystyle \operatorname {Gal} (K_{\infty }/K)} isomorph zu {\displaystyle \Gamma }, da die Galoisgruppen von {\displaystyle K_{n}} über {\displaystyle K} gleich {\displaystyle \mathbb {Z} /p^{n}\mathbb {Z} } sind. Ein interessanter Galois-Modul (also eine abelsche Gruppe, auf der  die Galoisgruppe operiert) ergibt sich bei Betrachtung der {\displaystyle p}-Torsion der Idealklassengruppen der beteiligten Zahlkörper. Sei die {\displaystyle p}-Torsion der Idealklassengruppen von {\displaystyle K_{n}} mit {\displaystyle I_{n}} bezeichnet. Diese sind durch Norm-Abbildungen {\displaystyle I_{m}\rightarrow I_{n}} für {\displaystyle m>n} miteinander verbunden und bilden ein gerichtetes System. Die Gruppe {\displaystyle \Gamma } operiert dann auf dem inversen Limes {\displaystyle I}. Darüber hinaus ist {\displaystyle I} ein Modul über dem proendlichen Gruppenring {\displaystyle \mathbb {Z} _{p}[[\Gamma ]]} (diese Beobachtung geht auf Jean-Pierre Serre zurück). Dieser Ring, der auch Iwasawa-Algebra genannt wird, ist regulär und zweidimensional, und es ist möglich, seine Moduln weitgehend zu klassifizieren.
Die Motivation war hier, dass die {\displaystyle p}-Torsion der Idealklassengruppe von {\displaystyle K_{\infty }}, wie bereits Kummer erkannte, ein Haupthindernis für einen Beweis des Großen Satzes von Fermat war. Kummer nannte in diesem Zusammenhang eine Primzahl regulär, wenn sie nicht die Klassenzahl von {\displaystyle \mathbf {Q} (\zeta _{p})} teilt. Iwasawas Idee war es, diese Torsion systematisch mit unendlicher Galois-Theorie zu studieren. Mit diesen Methoden konnte Iwasawa die {\displaystyle p}-Torsionen numerisch beschreiben. Dies ist der Inhalt des Satzes von Iwasawa.

## Satz von Iwasawa
Sei wie oben ein Körperturm {\displaystyle K_{n}} gegeben, dessen Galoisgruppe die {\displaystyle p}-adischen Zahlen sind, und sei {\displaystyle p^{e_{n}}\,} die Ordnung der {\displaystyle p}-Torsion von {\displaystyle I_{n}}. Dann gibt es ganze Zahlen {\displaystyle \mu }, {\displaystyle \lambda } und {\displaystyle \nu } derart, dass für {\displaystyle n} hinreichend groß die Beziehung {\displaystyle e_{n}=\mu p^{n}+\lambda n+\nu } gilt.

### Beweisidee
Aufgrund der Klassenkörpertheorie gibt es eine Erweiterung {\displaystyle L_{n}} von {\displaystyle K_{n}} derart, dass {\displaystyle I_{n}\simeq \operatorname {Gal} (L_{n}/K_{n})}, und zwar ist {\displaystyle L_{n}} die maximale unverzweigte {\displaystyle p}-abelsche Erweiterung von {\displaystyle K_{n}}. Die Vereinigung der {\displaystyle L_{n}} bildet dann einen Körper {\displaystyle L_{\infty }}, der die maximale unverzweigte abelsche pro-{\displaystyle p}-Erweiterung von {\displaystyle K_{\infty }} ist. Man betrachtet dann die Galoisgruppe {\displaystyle X=\operatorname {Gal} (L_{\infty }/K_{\infty })}, die der inverse Limes der Gruppen {\displaystyle \operatorname {Gal} (L_{n}/K_{n})} ist, welche als Quotienten von {\displaystyle X} auftreten. Die Gruppe {\displaystyle X} besitzt als abelsche pro-{\displaystyle p}-Gruppe die Struktur eines {\displaystyle \mathbb {Z} _{p}}-Moduls. Daneben operiert die Galoisgruppe {\displaystyle \operatorname {Gal} (K_{\infty }/K)} auf {\displaystyle X}, das dadurch ein {\displaystyle \mathbb {Z} _{p}[[\Gamma ]]}-Modul wird (also ein Iwasawa-Modul).
Durch Strukturuntersuchungen und die Klassifikation bis auf Pseudo-Isomorphismen aller Iwasawa-Moduln gelangt man
zu asymptotischen Abschätzungen für die Ordnungen von {\displaystyle \operatorname {Gal} (L_{n}/K_{n})} und damit von {\displaystyle I_{n}}.

## Weitere Entwicklungen und Hauptvermutung
In den 1960ern wurde ein fundamentaler Zusammenhang zwischen der von Iwasawa entwickelten Modultheorie einerseits und p-adischen L-Funktionen andererseits entdeckt, die von Tomio Kubota und Heinrich-Wolfgang Leopoldt definiert wurden. Diese Funktionen werden ausgehend von Bernoulli-Zahlen mittels Interpolation definiert und stellen p-adische Analogien zu den Dirichlet L-Funktionen dar. Die sogenannte Hauptvermutung der Iwasawa-Theorie besagt, dass diese beiden Ansätze (Modultheorie und Interpolation), {\displaystyle p}-adische L-Funktionen zu definieren, miteinander übereinstimmen. Diese Vermutung wurde 1984 von Barry Mazur und Andrew Wiles für die rationalen Zahlen {\displaystyle \mathbb {Q} } und später für alle total reellen Zahlkörper von Andrew Wiles bewiesen. Diese Beweise orientierten sich an Ken Ribets Beweis der Umkehrung des Satzes von Herbrand. Im Jahr 2014 ist Chris Skinner und Eric Urban ein Beweis der Hauptvermutung für gewisse Familien von Spitzenformen gelungen. Während die Arbeiten von Mazur und Wiles als den Fall von GL(1) über {\displaystyle \mathbb {Q} }, beziehungsweise über einem allgemeinen total reellen Zahlkörper behandelnd angesehen werden können, lösten Skinner-Urban den Fall GL(2) über {\displaystyle \mathbb {Q} }.